# Stephen Batchelor (författare)
Stephen Batchelor, född 7 april 1953 i Dundee, är en brittisk författare, lärare samt forskare. Han skriver böcker och leder meditationsretreat världen över, med Buddhism som tema. Han är känd som en förespråkare för sekulär buddhism.
Han har levt som munk inom den tibetanska buddhismen och även levt i kloster i Sydkorea, där han studerade Zenbuddhism. I det klostret mötte han sin fru, idag vid namn Martine Batchelor (Även hon författare), som levde som nunna i klostret.

### Översättningar av Stephen Batchelor
- Batchelor, Stephen. Verses from the Center: A Buddhist Vision of the Sublime. Riverhead Books, 2001. ISBN 1-57322-876-1. Detta är översättning av Mūlamadhyamakakārikā (Fundamental Verses on the Middle Way) av Nagarjuna.
- Rabten, Geshé. Echoes of Voidness. Översatt och redigerad av Stephen Batchelor. Wisdom Publications, 1983. ISBN 0-86171-010-X.
- Rabten, Geshé. Song of the Profound View. Översättning och annoteringar av Stephen Batchelor. Wisdom Publications, 1989. ISBN 0-86171-086-X.
- Shantideva. A Guide to the Bodhisattva's Way of Life. Översatt av Stephen Batchelor. Library of Tibetan Works and Archives, 1979. ISBN 81-85102-59-7.